# Atacs musulmans a les Illes Balears
Al llarg dels segles viii i x hi hagué diversos atacs musulmans a les Illes Balears, sense que, fins a l'any 903, arribassin a suposar l'ocupació efectiva del territori, tot i que la documentació existent permet deduir que hi hagué relacions de submissió, segurament concretada amb tributs, i actes de resistència a aquesta dependència.
L' any 1075 Mallorca ja era taifa independent sota Abdallah AlMorthada i, més tard AbdIbrahim Isahk consolidava la independència. La cohesió social es desfé per lluites intestines i per la invasió almohade. A finals de 1229, el rei En Jaume conquereix l'illa de Mallorca.

## Les Balears romanes d'Orient
Des de l'any 534 les Balears, integrades en l'Imperi Romà d'Orient, formen part de la província de Sardenya.

## Els atacs
L'any 705 Mussa ibn Nussayr conquereix definitivament els territoris del nord de l'Àfrica occidental als romans d'Orient i l'any 707 envia al seu fill Abd-Al·lah ibn Mussa ibn Nussayr a una expedició als territoris imperials insulars de Sicília, Sardenya i les Illes Balears, signant amb els seus governants un tractat de submissió o ahd, així mateix s'emportà els malik de Mallorca i Menorca (segurament governadors romans d'Orient) a Damasc, per ratificar-lo amb el Califa omeia Al-Walid ibn Abd-al-Màlik
Es desconeix la vigència d'aquest tractat, però establint paral·lelismes amb situacions semblants, cal suposar la desvinculació amb l'Imperi Romà d'Orient i la independència de fet dels insulars condicionada al pagament de tributs.
En tot cas la documentació franca de principis del segle ix informa de les freqüents ratzies musulmanes sobre les Balears: L'any 798 els balears remeteren ambaixades a la cort de Carlemany, al que li oferiren la seva submissió a canvi d'ajut contra els musulmans que els havien assaltat l'any anterior, i l'obtingueren. També consta que l'any 813, la flota franca, sota comandament d'Ermenguer d'Empuries feu servir les Balears el com a base per empaitar l'esquadra musulmana. Tot plegat fa pensar que entre finals del s. VIII i principis del IX la submissió no era efectiva.
L'any 848 l'emir de Còrdova d'Abd al-Rahman II, sotmet els illencs per haver deixat de pagar els tributs a que estaven obligats, tal vegada derivats del primer tractat o d'un altre posterior signat amb els emirs independents de Còrdova. L'any següent els balears li enviaren una ambaixada que obté el perdó i la restitució de l'antic status a canvi d'una multa.
La conquesta islàmica de Mallorca es va produir l'any 290 de l'Hègira (902/903 de l'era cristiana), enfrontant les tropes d'Issam al-Khawlaní amb la resistència dels rum de les Illes Balears que durant vuit anys i cinc mesos foren assetjats pels musulmans al Castell d'Alaró.

## Altres notícies sense referències
Sobre aquesta època, la historiografia antiga afegeix algunes dades de les que no indica la font, per la qual cosa s'han de posar en qüestió:
Segons Joan Dameto a la Historia General del Reino de Mallorca (1633), l'expedició de l'any 797, fou ordenada per Hixam I, fill d'Abd-ar-Rahman I ad-Dàkhil, seria en aquest moment en què els musulmans s'establiren a l'illa. L'any 801 es produiria una nova incursió, aquest cop dirigida per Al-Hàkam I. També informa que l'any 857, durant l'expedició normanda, les illes es trobaven sota domini musulmà.
Per la seva part José Antonio Conde a "Historia de la dominación de los Árabes en España...", (1820), refereix que "en el regnat d'Alhakem ben Hixem les naus de les marines d'Espanya, feren expedició a les illes de "Iebisas", "Mayorcas" i "Sardinia", en aquest any 200 (815)...", més avant informa que “Les naus d'Espanya partiren de Tarragona aquest any (224 H. 838 i 839 J.C.) i junt amb les que hi havia a les illes de “Iebisat" i "Mayoricas", anaren per les costes d'Afranc i robaren en elles"